# 橿原神宮

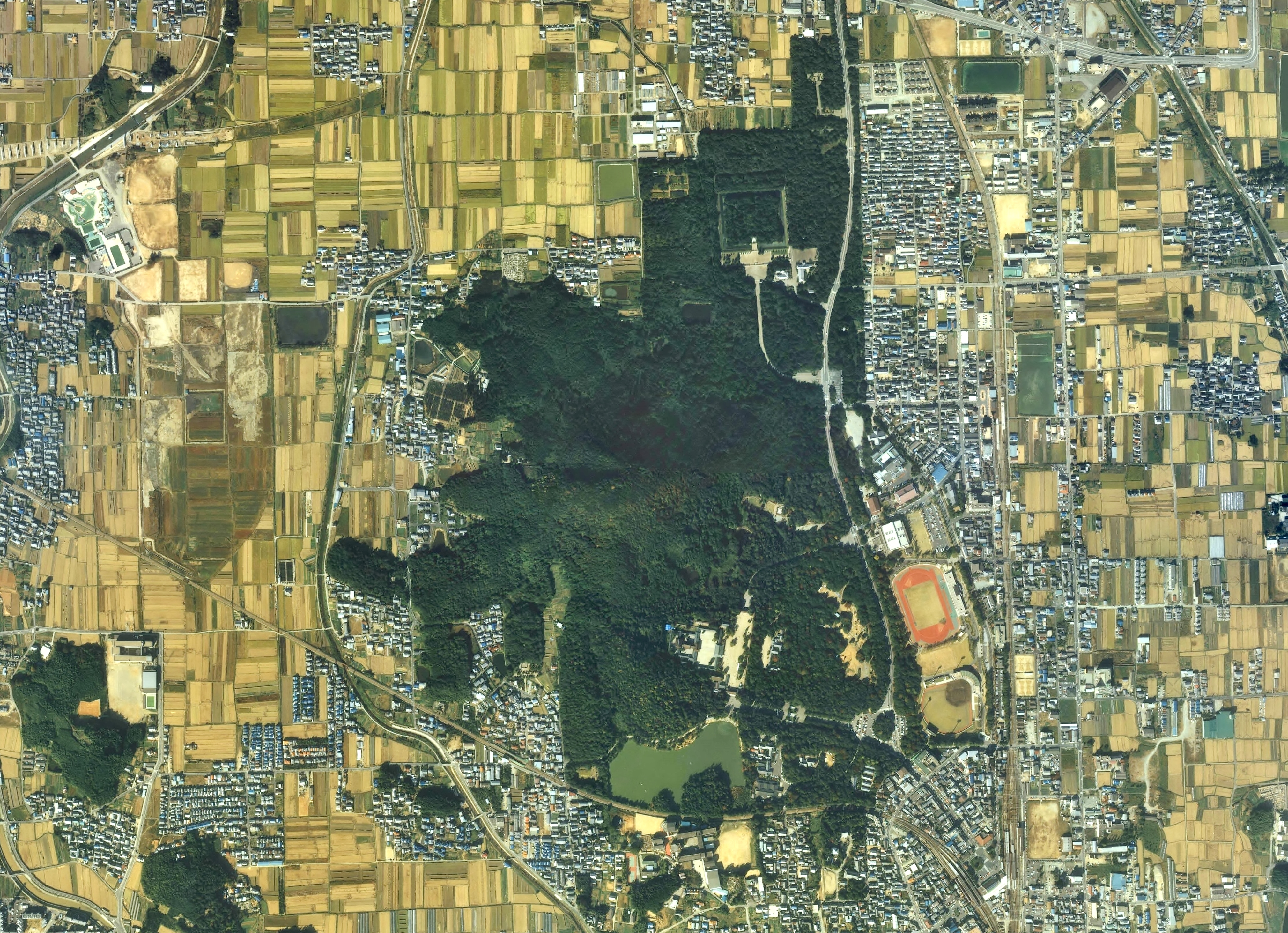
橿原神宮と畝傍山周辺の空中写真。
画像中央畝傍山の南南東麓に橿原神宮。畝傍山北北東麓に見える正方形状の区画が神武天皇陵。1985年撮影の2枚を合成作成。
。

橿原神宮（かしはらじんぐう）は、奈良県橿原市久米町にある神社。旧社格は官幣大社、勅祭社。現在は神社本庁の別表神社。畝傍山の麓にあり、神武天皇畝傍山東北陵の南にある。

## 概要
橿原神宮は、神武天皇の皇居であった畝傍橿原宮の推定地に創建されている。 

### 規模
約53万㎡の面積を有する。社務所に当たる組織は橿原神宮庁と呼ばれる。
正月三が日の参拝者数は101万人であり、県内最多の参拝者数を誇る（2016年時点）。
近代の創建ではあるが、奈良県内では春日大社と並んで初詣の参拝者数が多い神社である。他にも、勅使参向のもと紀元祭が行われる2月11日（建国記念の日）や、神武天皇祭が行われる4月3日、および奉祝行事「春の神武祭」の開催期間にも多くの参拝者が訪れる。

### 周辺
畝傍山東麓は北側が神武天皇陵（畝傍山東北陵）、南側が橿原神宮となっている。県道125号を隔てて東側は奈良県立橿原公苑として整備されている。橿原公苑野球場や橿原公苑陸上競技場が設置されており、各種スポーツ競技の奈良県予選決勝の舞台として利用されている。また、公苑に隣接する施設として奈良県立橿原考古学研究所および付属博物館がある。また、付近は神武天皇陵の他にも多数の陵墓が存在する。

## 歴史
1889年（明治22年）、初代天皇である神武天皇の宮（畝傍橿原宮）があったとされる橿原の地に、神武天皇と皇后の媛蹈鞴五十鈴媛命を祀るための神宮を創建することを民間有志が請願し、感銘を受けた明治天皇によって1890年（明治23年）4月2日に官幣大社として創建された。橿原神宮の設計は、東京帝国大学（現・東京大学）名誉教授を務めた伊東忠太によって行われた。4月22日には昭憲皇太后が参拝に訪れた。建当初の名は橿原神社であったが、同年中に神宮号宣下を受けて橿原神宮に改称された。
1898年（明治31年）、日清戦争の勝利を記念して神武天皇陵が整備拡張された。1912年（大正元年）には「橿原神宮第一次拡張計画」が発表され、工事（約70万円）のほとんどを寄付で賄うとした。1921年（大正10年）には衆議院議員の高草美代蔵が「第一次拡張のみでは完成には程遠いうえ、橿原神宮は伊勢神宮や明治神宮と比べ規模が小さすぎる。神域の尊厳を保つためにも第二次拡張を行うべき」として建議案を提出し、第45回帝国議会にて満場一致で可決され、予算として527万円が与えられた。しかし2年後の1923年（大正12年）に発生した関東大震災によって予算を割けない状況になり、最終的に国庫から支出されたのは33万円であった。
1940年（昭和15年）には昭和天皇が橿原神宮に行幸し、秋には日本各地で紀元二千六百年奉祝式典が挙行された。この年の参拝者は約1000万人に達したという。
1948年（昭和23年）、神社本庁の別表神社に加列された。
1954年（昭和29年）、神社本庁の通達に基づき紀元祭を復活。
2016年（平成28年）、神武天皇二千六百年大祭が行われた。天皇（現：上皇）明仁と皇后（現：上皇后）美智子が参列し、その際に銅鏡を贈る意向を示し、2018年（平成30年）に河相周夫侍従長から橿原神宮へ銅鏡「橿原の杜」と鏡箱が贈られた。

### 橿原神宮創建の経緯
江戸時代の元禄年間にまとめられたとされる『志願問答』には「下賀茂神社の社」には神武天皇をお祭りしているとの説があるが世間の人は知らない秘説なので、神武天皇の神廟を新たに創ることを提起していた。また「元禄十一年」（1698年）の序をもつ森尚謙『欽乞興造太祖神武天皇神殿之表』にも神武天皇を祭る神社の創建が提示された。
江戸時代末期の1863年（文久3年）に中世以降不明となっていた神武天皇陵が治定されると、1876年（明治9年）には神武天皇即位の地である橿原宮を特定するための調査が大和高市郡高取村の西内成郷によって開始され、これに南葛城郡大正村の奥野陣七が協力して畝傍山東南山麓の「御宮趾ト言ヒ伝」えのある今の橿原神宮鎮座地を特定し1888年（明治21年）2月に奈良県を通じて内務省に「橿原御宮趾保存之義ニ付建言」を提出した。内務省から要請を受けた奈良県が実地調査を踏まえた追加調査を行った結果、西内の建言の正確性が認められ、宮内省が再度、実地検分を行い「神武天皇橿原宮旧跡」を同省で保存することが決まり宮内省が土地を買収した。また西内も独自に買い上げた土地を献納した。
また1881年（明治14年）には大伴建蔵を総裁とした一団が神武天皇陵内に拝殿の建設を計画していた。1882年（明治15年）には畝火山東北に設立された畝傍（畝火）教会が神武天皇と皇祖天神を祀る神廟建設運動を展開し、1891年（明治24年）4月2日には橿原神宮御鎮座記念の私祭において巫女神楽を奉納した。畝傍教会による神楽・倭舞奉納は恒例となり1903年（明治36年）まで活動した。

### 橿原神宮と周辺環境
この地域の開発が進んだ際、元々周辺に存在していた村が「負傷醜ろうナル家屋ノ見下スコト」（奈良県行政文書『神苑会関係書類』）の不都合により、奈良県によって移転させられたという（高木博志『近代天皇制と古都』に詳しい）。

### 橿原神宮を描く切手
前述のように1940年（昭和15年）には紀元二千六百年記念行事が大々的に行われたが、当時の逓信省（現：日本郵政グループ）は「紀元二千六百年記念」の切手として同年の11月10日に20銭切手を発行した。この額面は当時の国際郵便書状基本料金のための高額切手であった。

### 紀元2700年に向けた境内特別整備事業
紀元2700年に当たる2040年に向けて、境内の整備事業が行われている。主に文化殿や表参道周辺の整備が行われている。

### 年表
- 1890年（明治23年）3月 - 橿原神宮創建（官幣大社）[21]。
- 1902年（明治35年）7月 - 橿原神宮本殿重要文化財指定[21]。
- 1904年（明治37年）2月 - 橿原神宮御饌殿重要文化財指定[21]。
- 1923年（大正12年）12月 - 吉野鉄道の橿原神宮前駅 - 吉野口駅間が開業[21]。
- 1924年（大正13年）11月 - 吉野鉄道の橿原神宮前駅 - 畝傍駅間が開業[21]。
- 1934年（昭和9年）10月 - 神武天皇御東遷記念二千六百年祭[21]。
- 1939年（昭和14年）11月 - 橿原神宮本殿遷座[21]。
- 1940年（昭和15年）
  - 2月 - 橿原神宮外苑橿原道場（建国会館、運動場、大和国史館など）創立式[21]。
  - 6月 - 昭和天皇が橿原神宮畝傍御陵に行幸[21]。
  - 11月 - 紀元二千六百年奉祝式典[21]。
- 1967年（昭和42年）6月 - 橿原神宮本文華殿重要文化財指定[21]。

## 境内
- 本殿（重要文化財） - 1855年（安政2年）に建てられた京都御所賢所（内侍所）を1890年（明治23年）に移築したもの[22]。
- 幣殿
- 内拝殿
- 外院斎庭
- 儀式殿 - 1973年（昭和48年）に第60回式年遷宮の際、伊勢神宮より移築された。
- 神饌所
- 廻廊
- 外拝殿 - 1939年（昭和14年）建立。
- 土間殿
- 北神門 - もとは正門として1915年（大正4年）に建立された平唐門で、紀元2600年事業で北神門として移築された。
- 斎館 - 1917年（大正6年）建立。
- 勅使館 - 1917年（大正6年）建立。
- 神楽殿 - 1855年（安政2年）に建てられた京都御所神嘉殿を移築して拝殿としていたものを、1931年（昭和6年）に再び移築して神楽殿としていたが、1993年（平成5年）に焼失した。現在の建物は1996年（平成8年）6月に再建されたものである[23][24]。
- 参集所 - 2012年（平成24年）に改修。
- 南神門
- 祓所
- 長山稲荷社 - 祭神：宇迦能御魂神、豊受気神、大宮能売神。橿原神宮が創建される以前からあったもので、現在は橿原神宮の末社となっている。
- 深田池 - 奈良時代に造成された境内南部にある池。面積約4万9500m2[25]。
- 神饌田
- 祈祷殿 - 1998年（平成10年）建立。
- 社務所（橿原神宮庁） - 1939年（昭和14年）建立。
- 貴賓館 - 1939年（昭和14年）建立。
- 橿原神宮会館 - 1980年（昭和55年）築。
- 奈良県神社庁
- 文華殿（重要文化財） - 1844年（天保15年）に建てられた織田氏の旧柳本陣屋表向御殿を1967年（昭和42年）に移築したもの。重要文化財指定名称は「旧織田屋形大書院・玄関」。結婚式などの式典で使用される。
- 崇敬会館 - 2000年（平成12年）築。
  - 養正殿
  - 宝物館[26]
- 森林遊苑
- 若桜友苑 - 大日本帝国海軍の航空母艦でレイテ沖海戦で沈没した空母瑞鶴の慰霊碑などがある。

- 参道
  - 一の鳥居（表参道） - 第一鳥居、高さ9.77m、幅約7.5m[27]。
  - 神橋（表参道） - 二の鳥居の手前を横切る宮川を渡る反り橋として架かっており、両側には平橋がある[28]。
  - 二の鳥居（表参道） - 第二鳥居、高さ10.51m、幅約8.1m[27]。
  - 北の鳥居（北参道）
  - 西の鳥居（西参道）

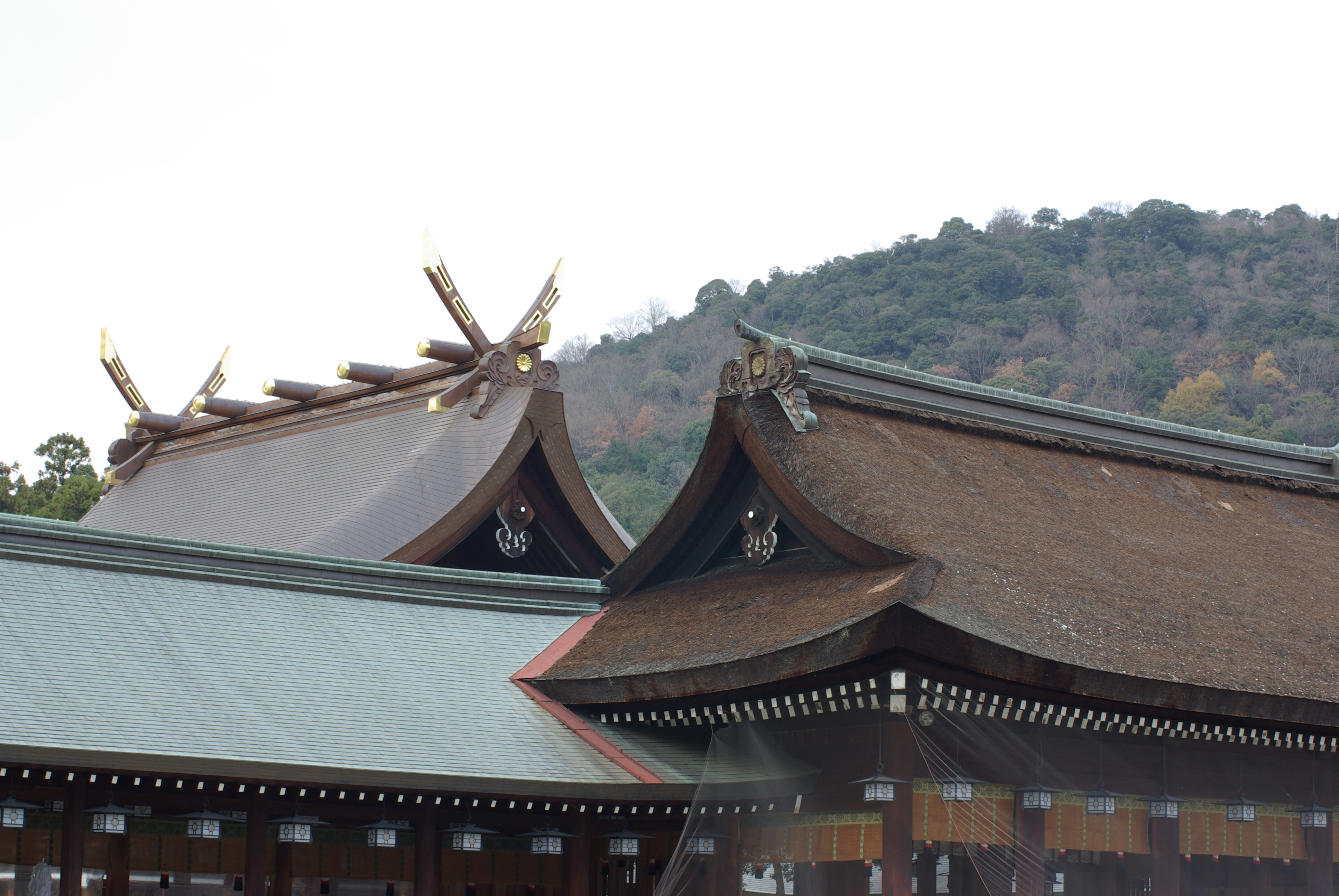
内拝殿と幣殿（左奥） 背景は畝傍山
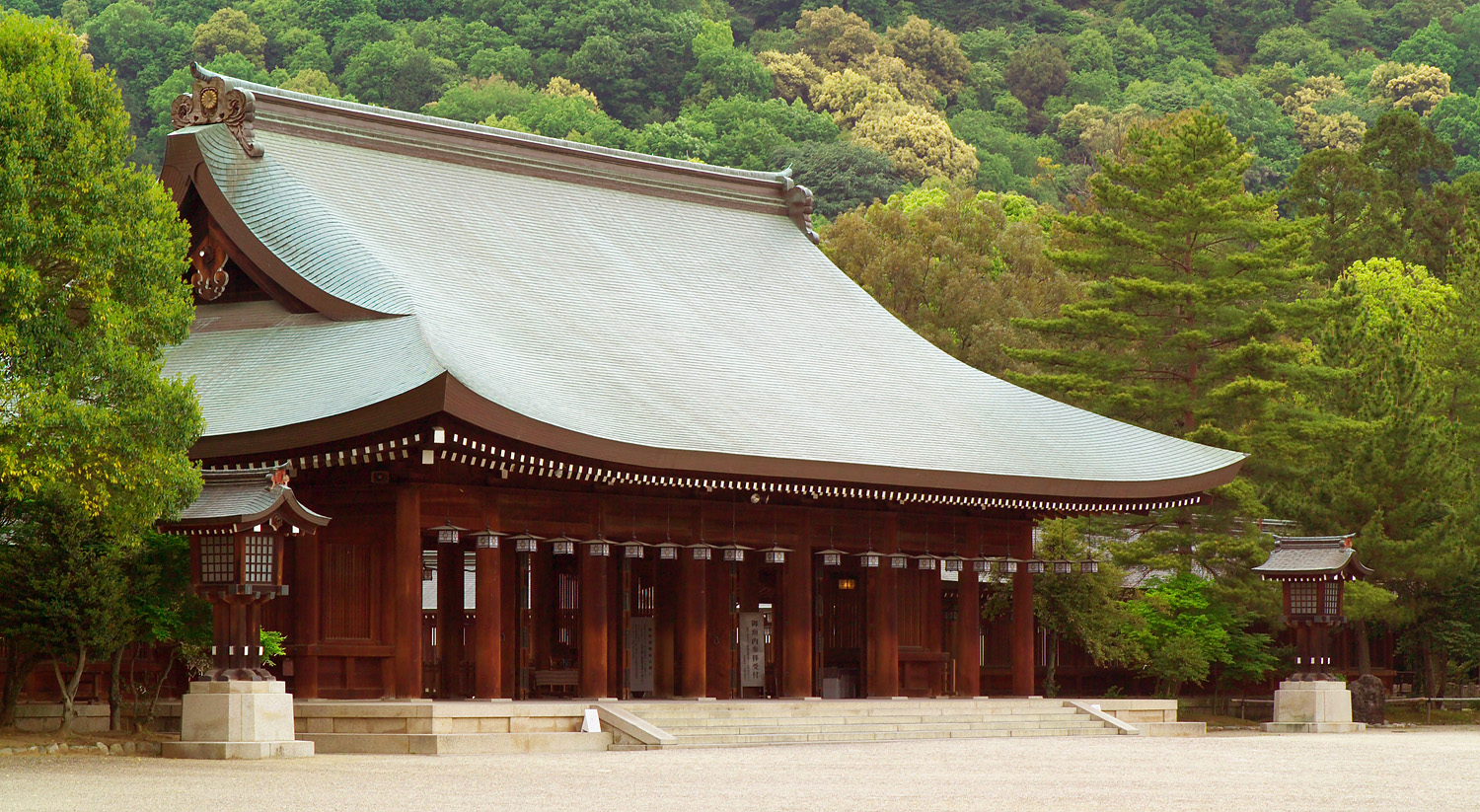
外拝殿
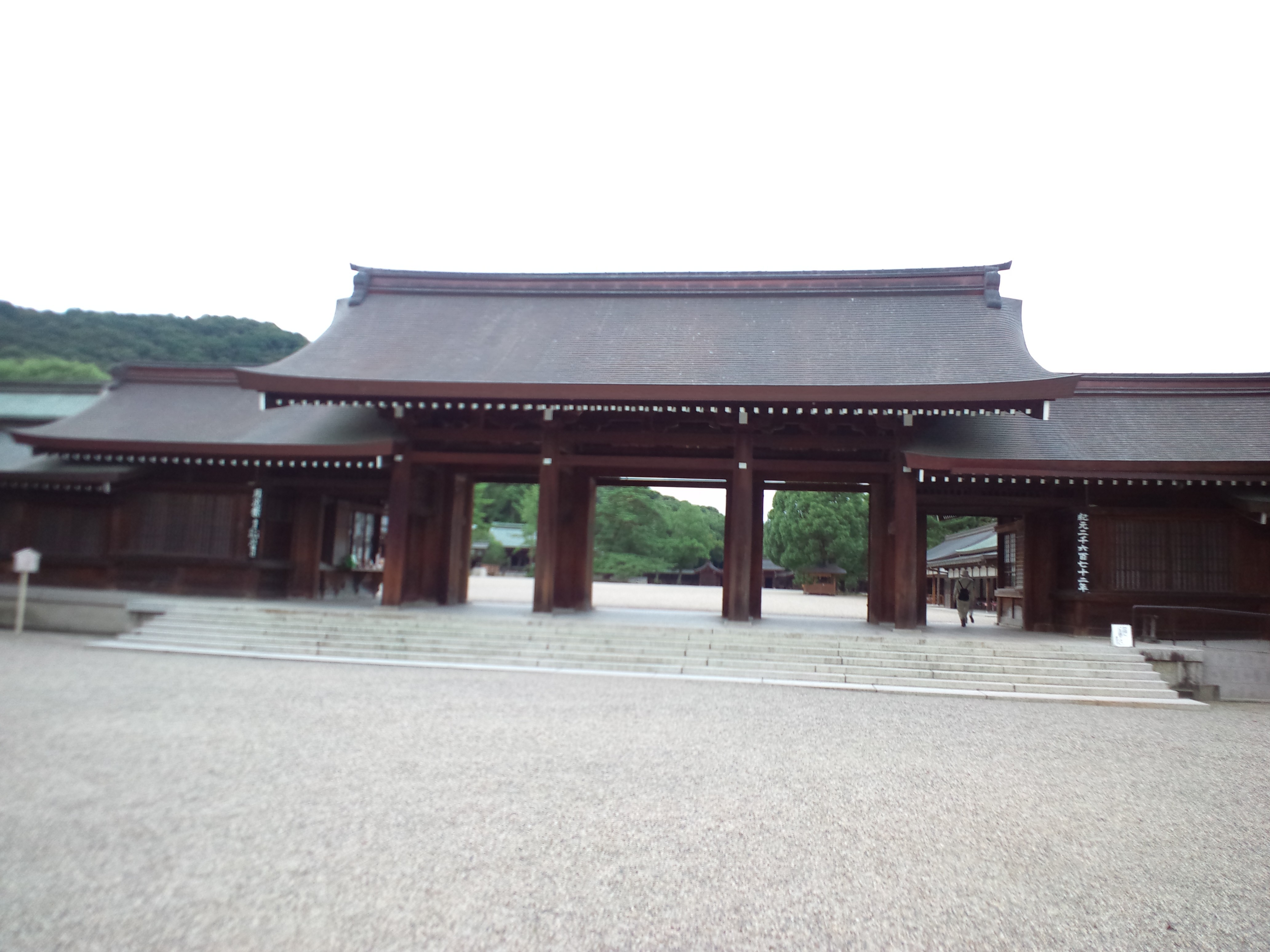
南神門
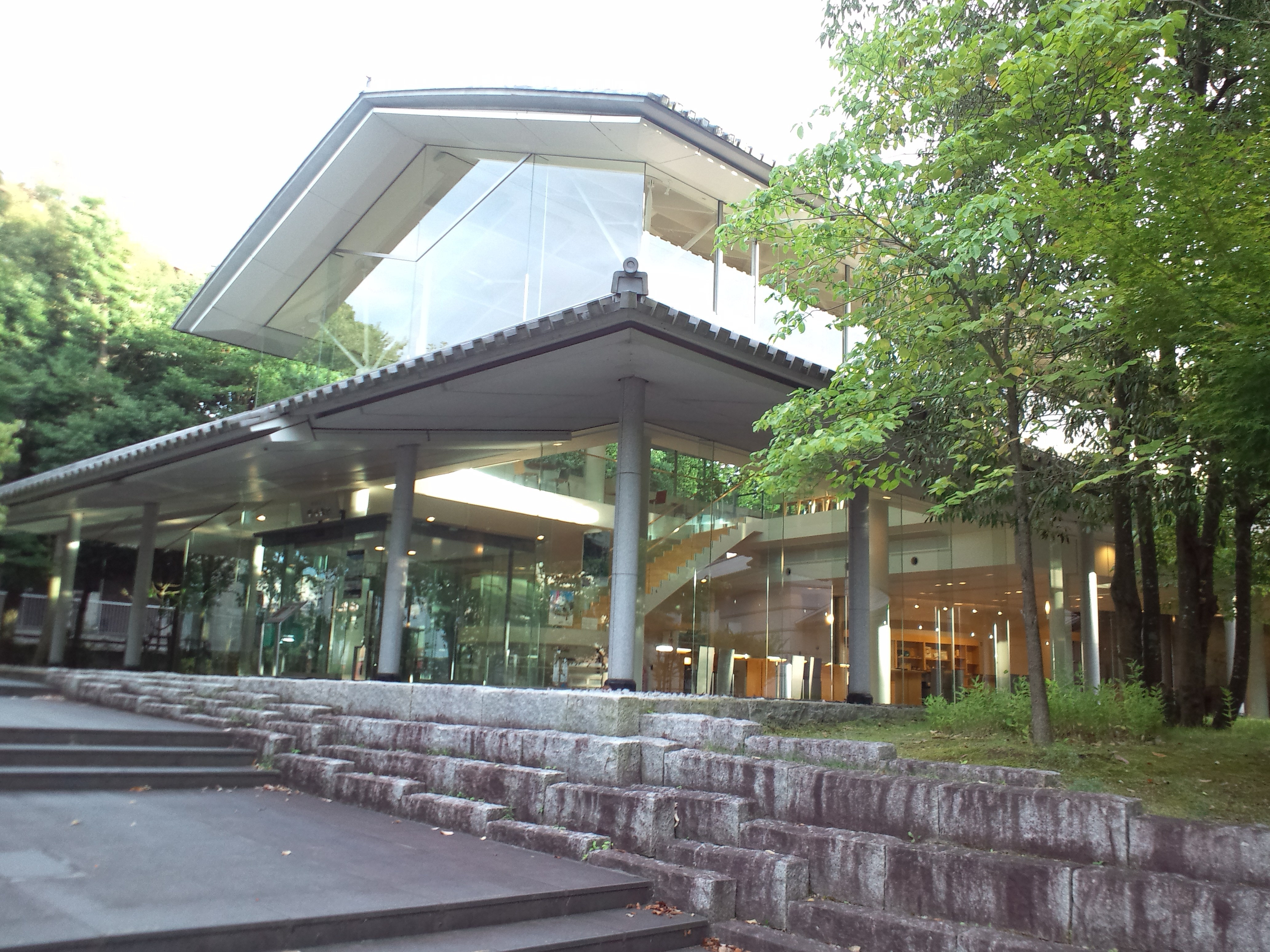
崇敬会館
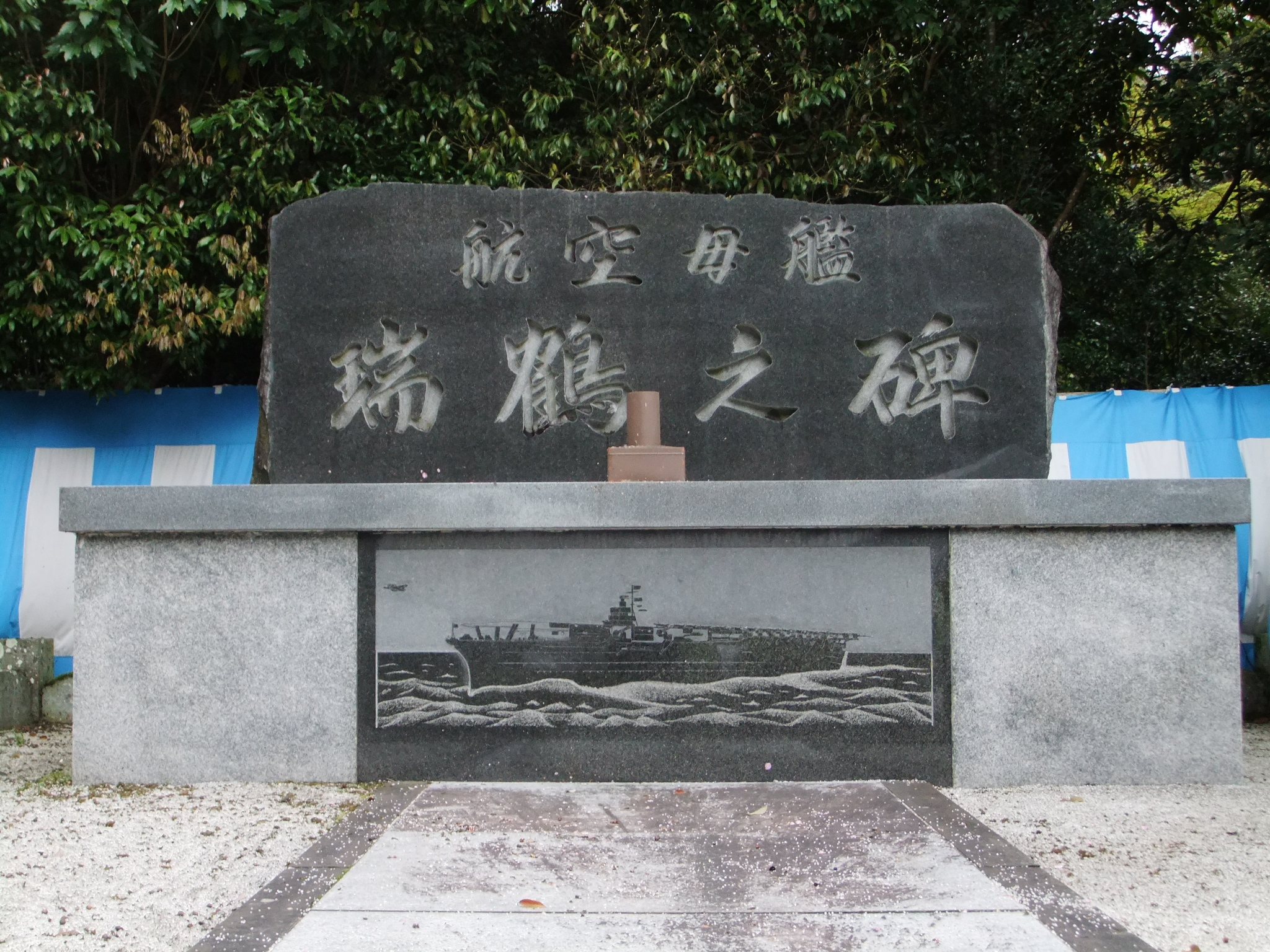
若桜友苑の瑞鶴慰霊碑
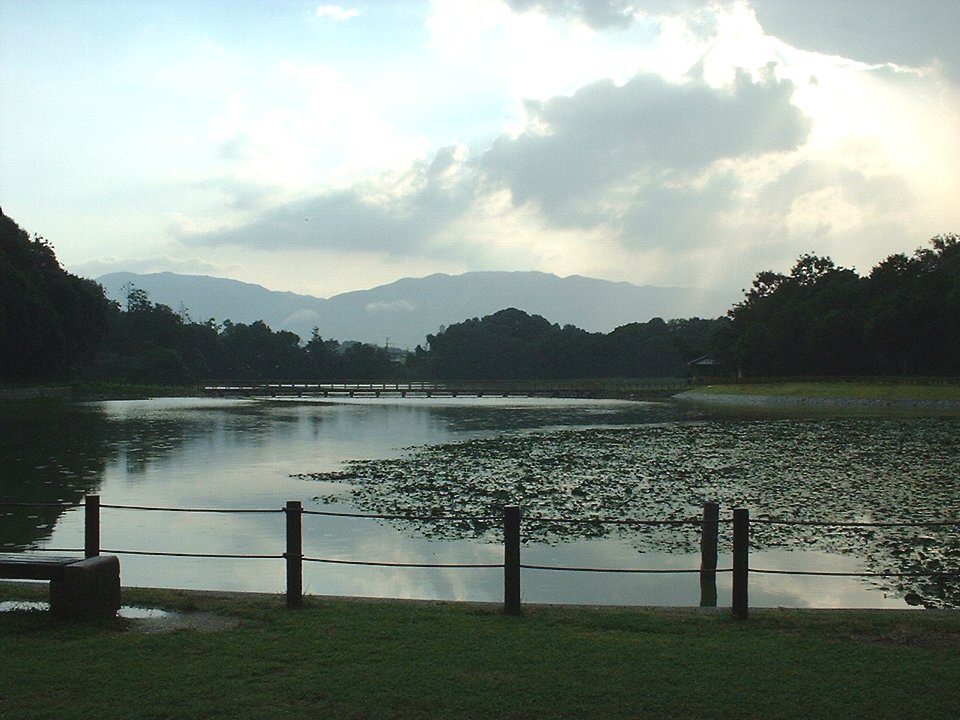
深田池
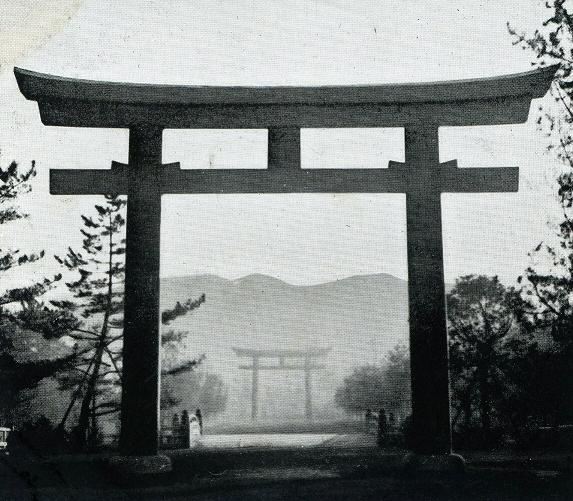
表神橋と大鳥居
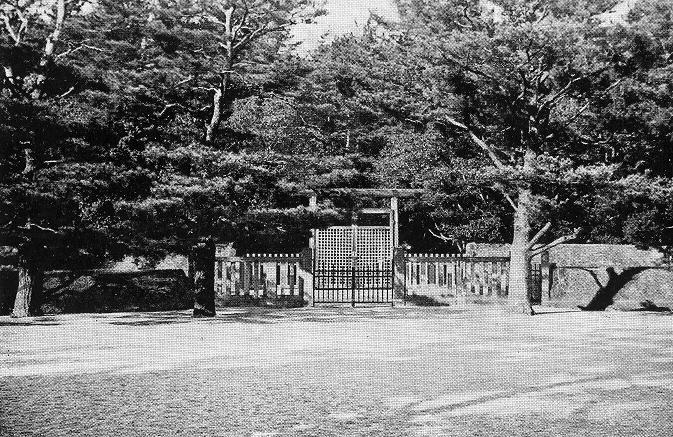
神武天皇畝傍山東北御陵
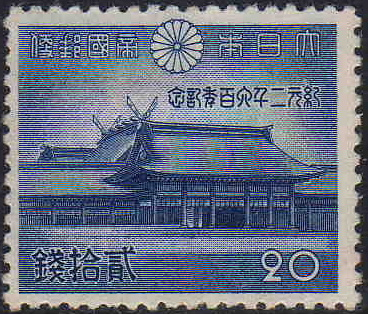
内拝殿が描かれた紀元二千六百年記念切手

## 文化財

### 重要文化財
- 本殿[22]
- 旧織田屋形 2棟
  - 大書院
  - 玄関

他に、1855年（安政2年）建立の京都御所神嘉殿を創建に際して移建した神楽殿（御饌殿）も重要文化財に指定されていたが、1993年（平成5年）2月4日の火災で焼失した。

## 奉納された近現代作者の絵画
- 横山大観作「正気放光」[26]、76.3×119.5cm、1940年（昭和15年）に奉納。
- 堂本印象作「橿原の図（若き武人）」[26]、50×36cm、1940年（昭和15年）に奉納。
- 中国人水墨画家謝春林作「富士雄姿」、六曲二双山水画屏風、800×200cm、1994年（平成6年）に奉納[29]。
- 小泉守邦作「黎明神光」など計9点[30]。

## 主な年中行事
- 1月1日 歳旦祭
- 1月3日 元始祭
- 1月7日 昭和天皇祭遥拝
- 2月11日 紀元祭（例祭）：神武天皇の橿原宮での即位を偲ぶ祭り
- 2月17日 祈年祭
- 2月23日 天長祭
- 4月2日 御鎮座記念祭
- 4月3日 神武天皇祭
- 4月29日 昭和祭
- 9月9日 献燈祭
- 11月23日 新嘗祭
- 12月31日 大祓式

このうち紀元祭は1年の祭りの中で最も重要な祭りであり、勅使参向のもとで行われる。この日の参列者は4千人にものぼる。

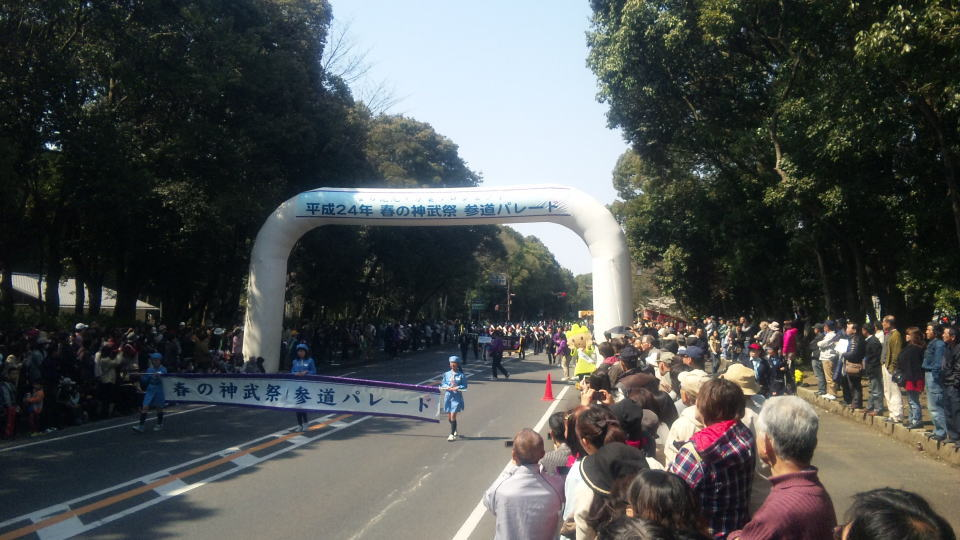
橿原神宮神武天皇祭パレード
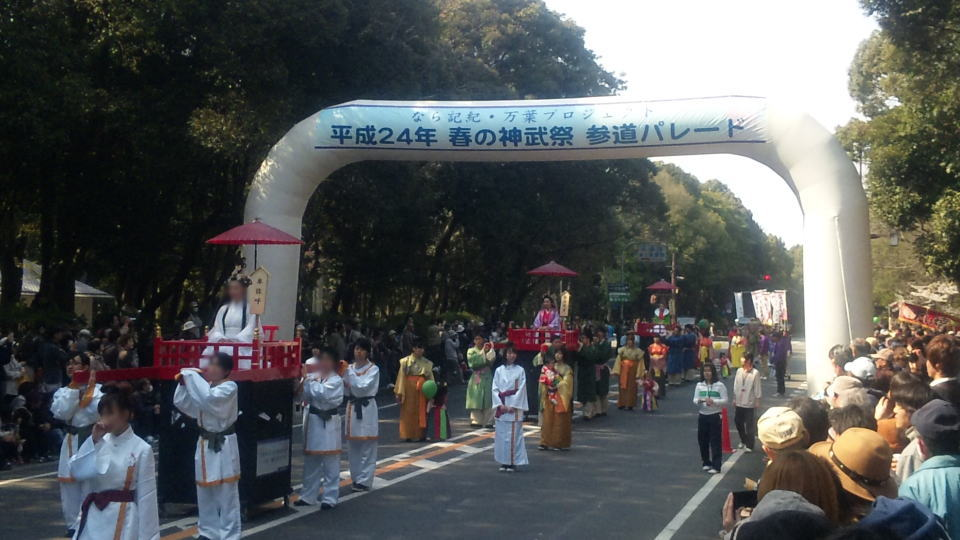
橿原神宮神武天皇祭パレード
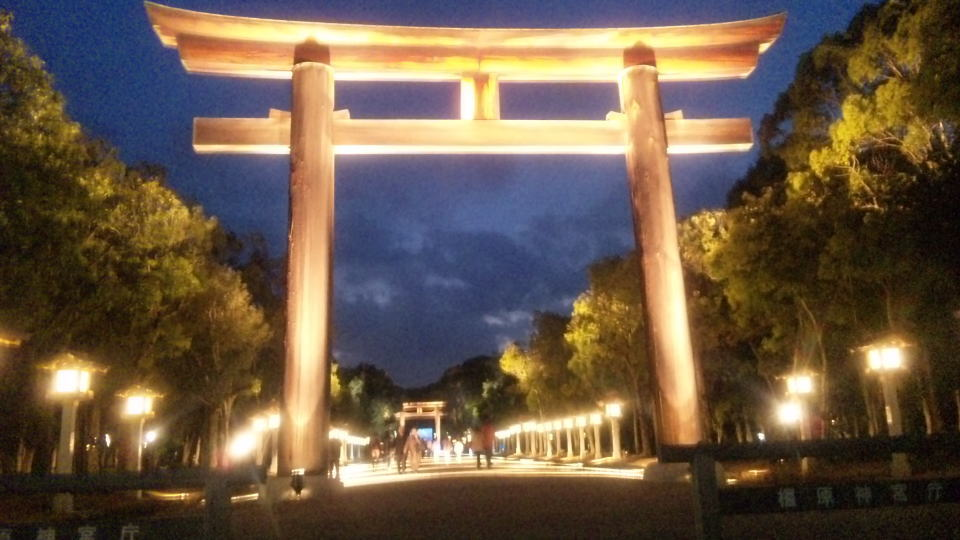
橿原神宮神武天皇祭。ライトアップされた大鳥居。
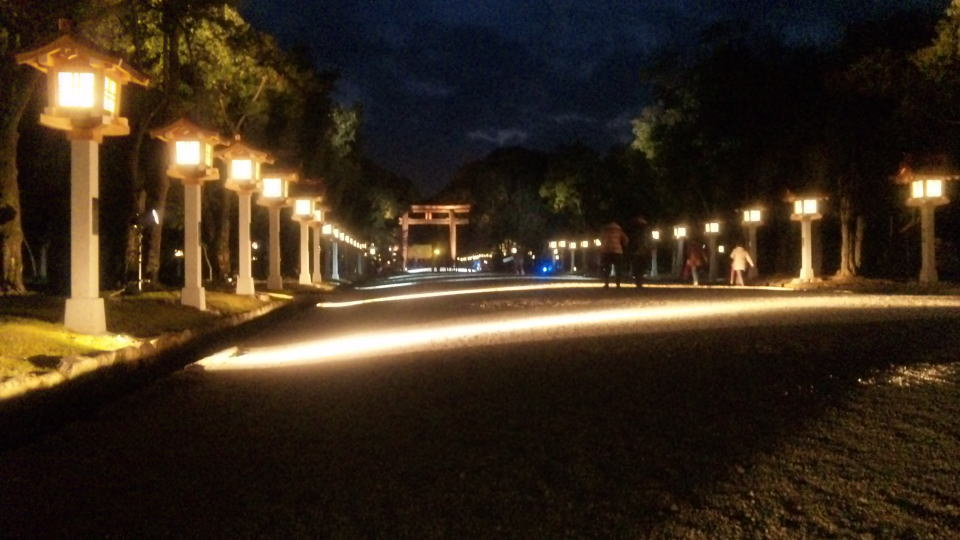
橿原神宮神武天皇祭。ライトアップされた参道と奥に大鳥居。
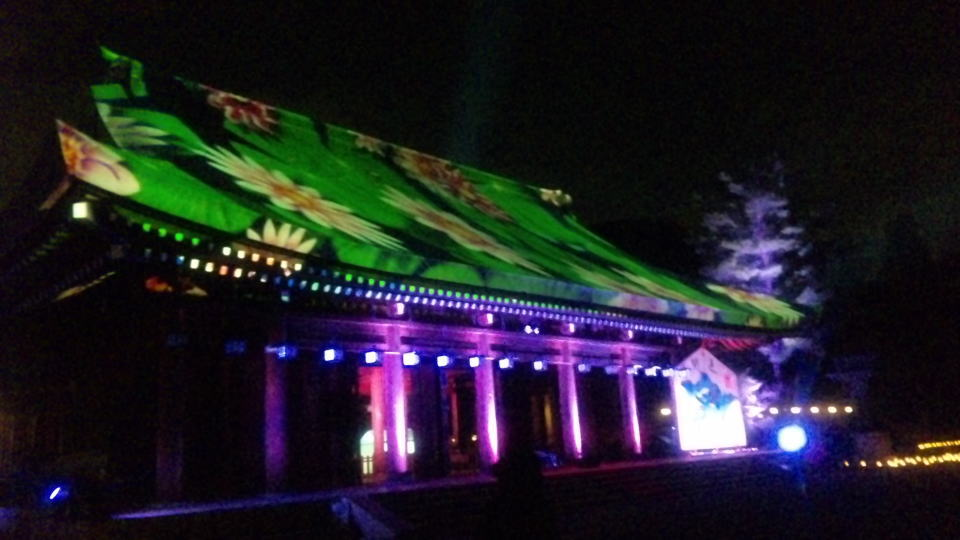
橿原神宮神武天皇祭。外拝殿の屋根にライトアップ映像。
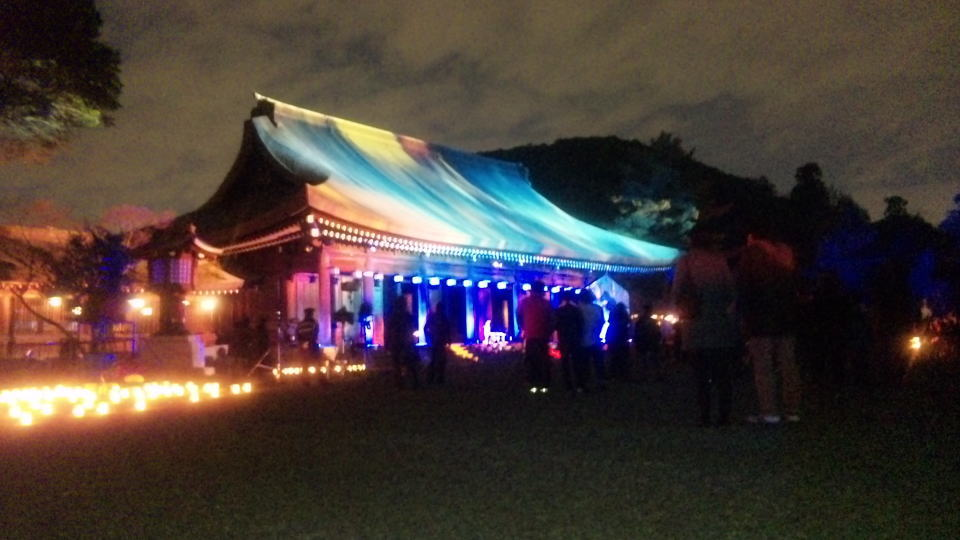
橿原神宮神武天皇祭。外拝殿の屋根にライトアップ映像。

## マスコットキャラクター
マスコットキャラとして八咫烏がモデルとなったカーコちゃんとやたちゃんがいる。主に七五三の時期（11月の土日祝日など）に神域内に現れる。

## 前後の札所
神仏霊場巡拝の道
32 當麻寺　-　33 橿原神宮　-　34 安倍文殊院

## 交通アクセス

### 鉄道
- 橿原神宮前駅 - 近鉄南大阪線・橿原線・吉野線
- 畝傍御陵前駅 - 近鉄橿原線
- 橿原神宮西口駅 - 近鉄南大阪線

### 車（駐車場）
境内に約800台分の駐車場がある。駐車料金は普通車500円、中型車1000円、大型車2000円となっている。
また、正月は臨時で1500台分の駐車場がある。

## 年中行事の報道
毎年2月11日の紀元祭は、MBSテレビやABCテレビといった地元メディアによって、近畿圏のローカルニュースとして報道されることが多い。また、2013年（平成25年）2月21日（木）のBSジャパン「GRACE of JAPAN」（21:00-21:54）にて特集報道された。

## 関連図書
- 安津素彦・梅田義彦編・監修『神道辞典』神社新報社、1968年、19頁
- 白井永二・土岐昌訓編集『神社辞典』東京堂出版、1979年、92頁
- 菅田正昭『日本の神社を知る「事典」』日本文芸社、1989年、184-186頁
- 『日本「神社」総覧』上山春平他、新人物往来社、1992年、216-217頁
- 『神道の本』学研、1992年、221頁

## 出版文献
- 『神武天皇論』清水潔監修、橿原神宮庁、2020年。百三十年記念出版。
- 『橿原神宮史　続編』田浦雅徳監修、橿原神宮庁、2020年
  - 「橿原神宮史」全3冊、1981-82年刊